# 三氟化铱
三氟化铱是一种无机化合物，化学式为IrF
3，它是铱的氟化物之一。它可由它可由四氟化铱热分解，或四氟化铱和四氟化硫加热反应制得。它可以以菱方晶系R3c空间群结晶。